# Cadrema
Cadrema är ett släkte av tvåvingar. Cadrema ingår i familjen fritflugor.

## Dottertaxa tillCadrema, i alfabetisk ordning[1]
- Cadrema abbreviata
- Cadrema albitarsis
- Cadrema atricornis
- Cadrema atriseta
- Cadrema atriventris
- Cadrema bancorfti
- Cadrema bataviae
- Cadrema bilineata
- Cadrema breviarista
- Cadrema caballus
- Cadrema capitata
- Cadrema citreiformis
- Cadrema colombensis
- Cadrema curtisi
- Cadrema fasciventris
- Cadrema femorata
- Cadrema fergusoni
- Cadrema ferruginosa
- Cadrema latigena
- Cadrema lineata
- Cadrema lonchopteroides
- Cadrema major
- Cadrema manilae
- Cadrema marginellus
- Cadrema matema
- Cadrema mathisi
- Cadrema mesopleuralis
- Cadrema minor
- Cadrema mixta
- Cadrema modesta
- Cadrema nigrescens
- Cadrema nigricornis
- Cadrema nigridorsata
- Cadrema nigripleuralis
- Cadrema ocellata
- Cadrema pallida
- Cadrema praeapicalis
- Cadrema ryukyuana
- Cadrema sabroskyi
- Cadrema samoaensis
- Cadrema setaria
- Cadrema seychelliana
- Cadrema sternopleuralis
- Cadrema subsulatans
- Cadrema tenuifacies
- Cadrema tripes
- Cadrema unimaculata